# Vachellia farnesiana
Vachellia farnesiana, conocida comúnmente como aromo, güisache, güizache, huisache o huizache (del náhuatl huixachin, en México) es una especie arbórea del género Vachellia. Posiblemente originaria de la América tropical, se encuentra naturalizada y cultivada en todo el mundo. Es el árbol oficial de la ciudad de Cúcuta, en Colombia.

## Descripción

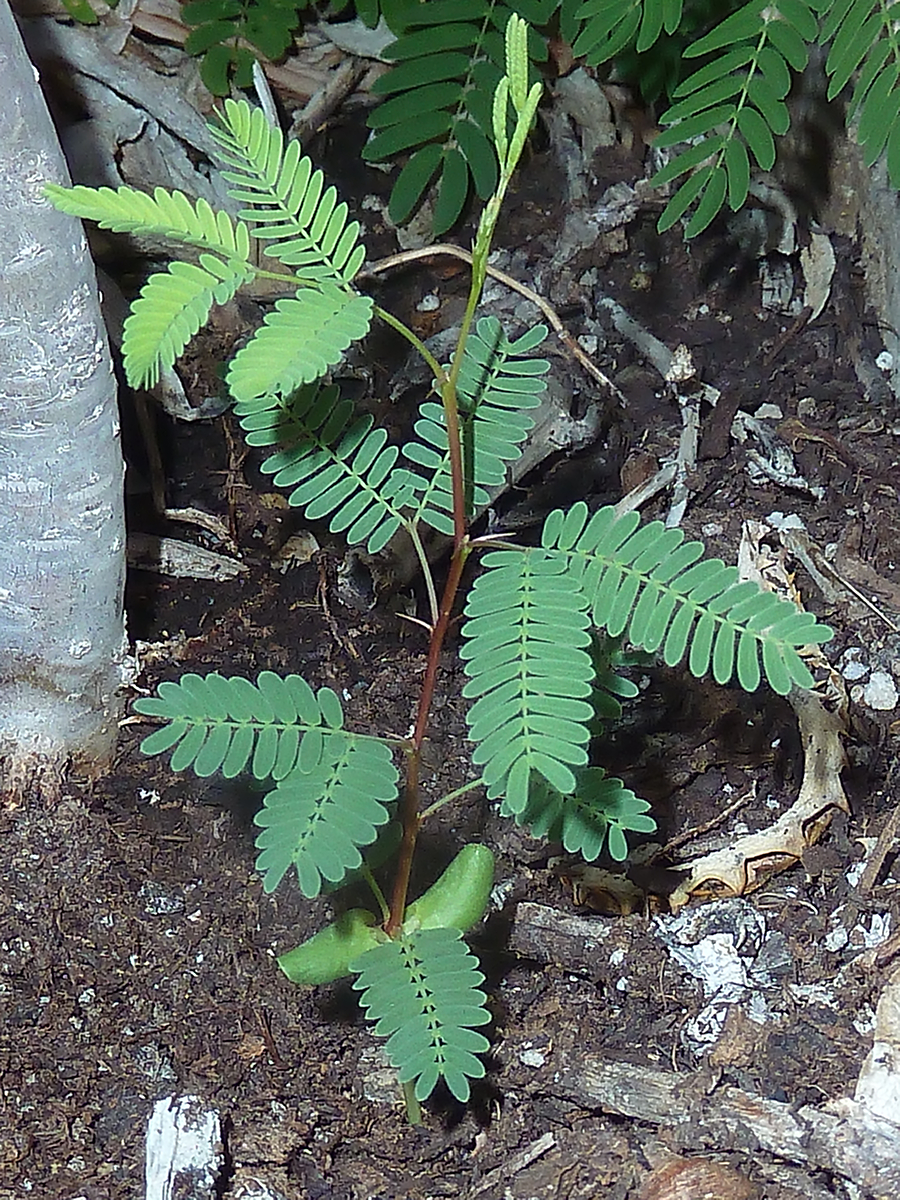
Plántula

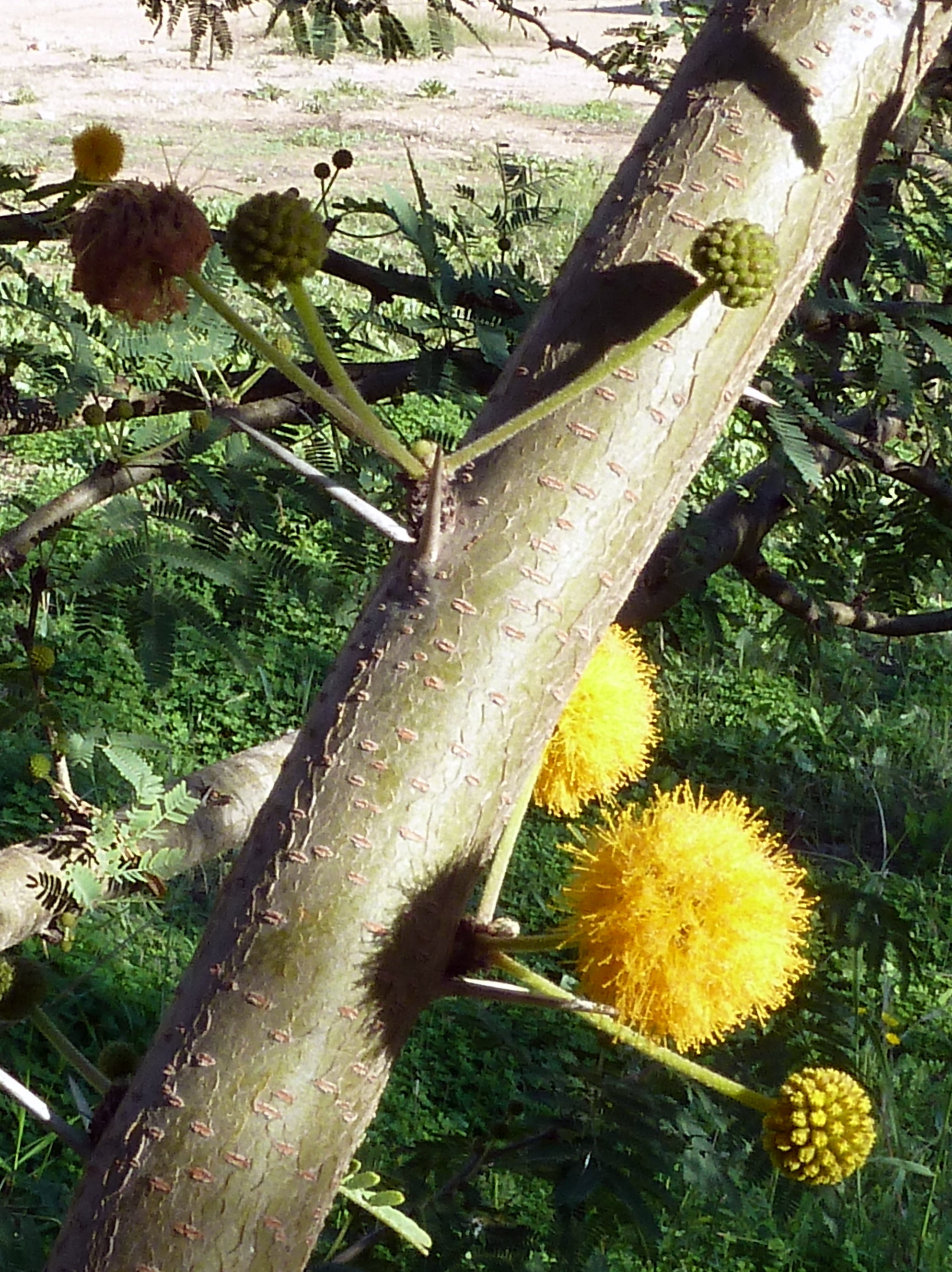
Detalle del tronco con lenticelas

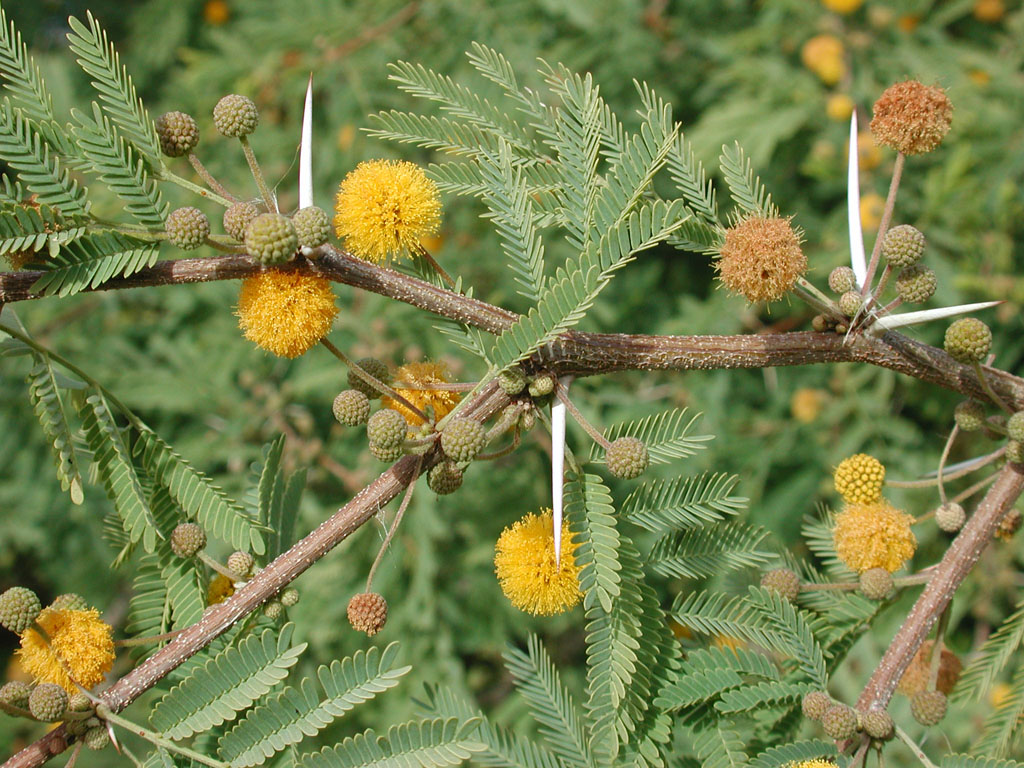
Detalle, con ramillas, espinas estipulares, hojas, capítulos florales, etc.

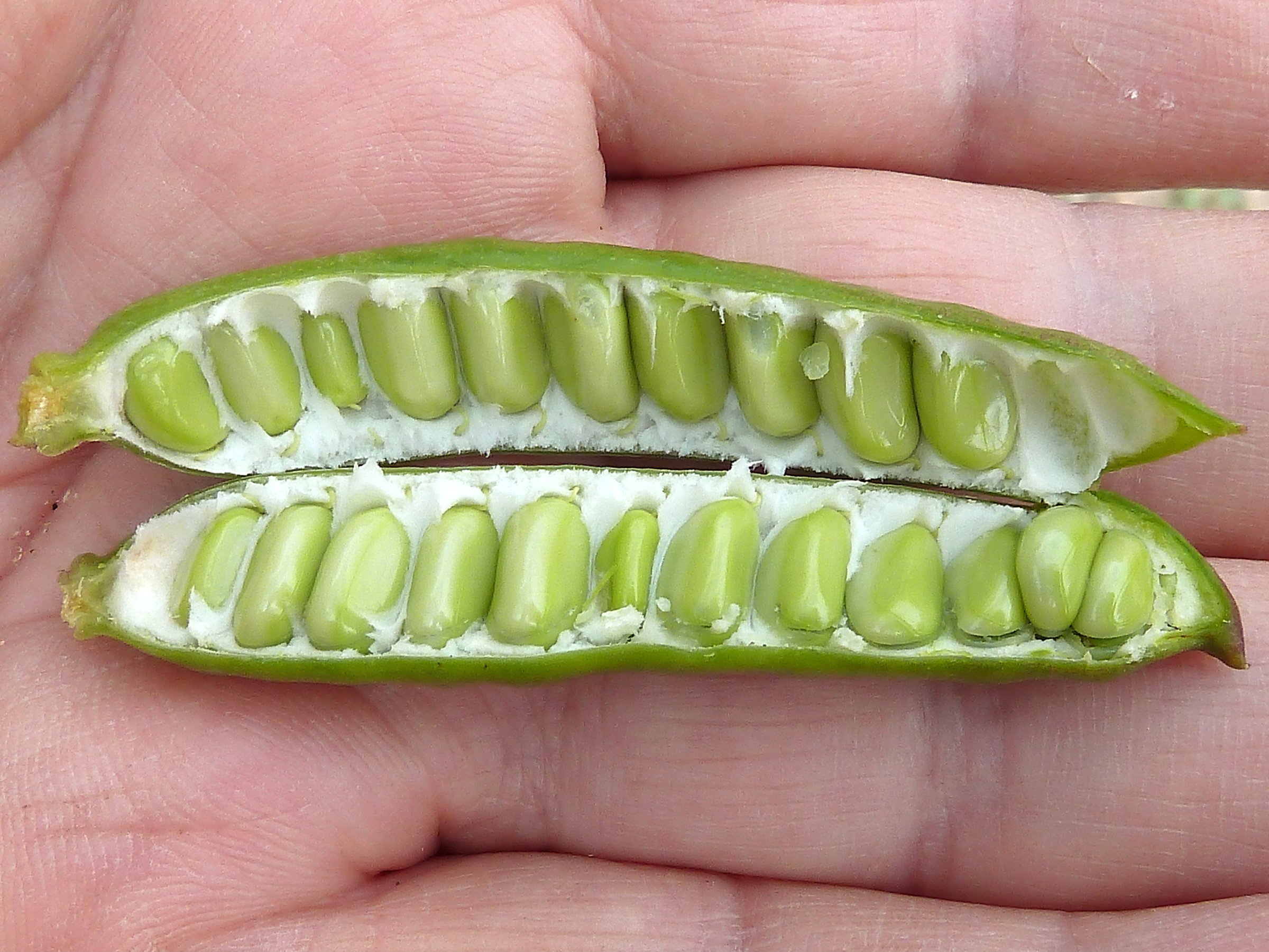
Legumbre inmadura abierta con sus 2 hileras de semillas sumergidas en una pulpa esponjosa

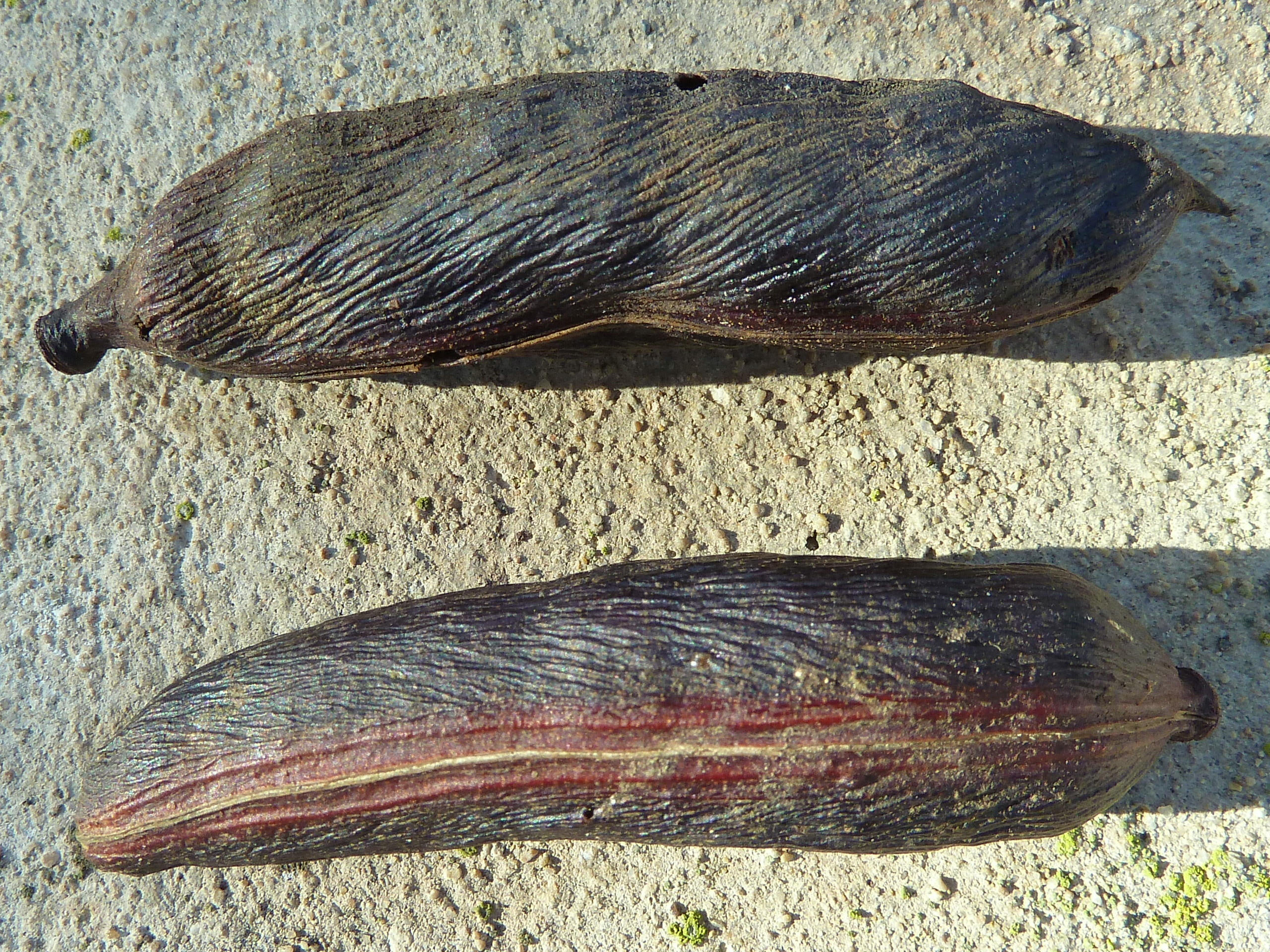
Frutos maduros

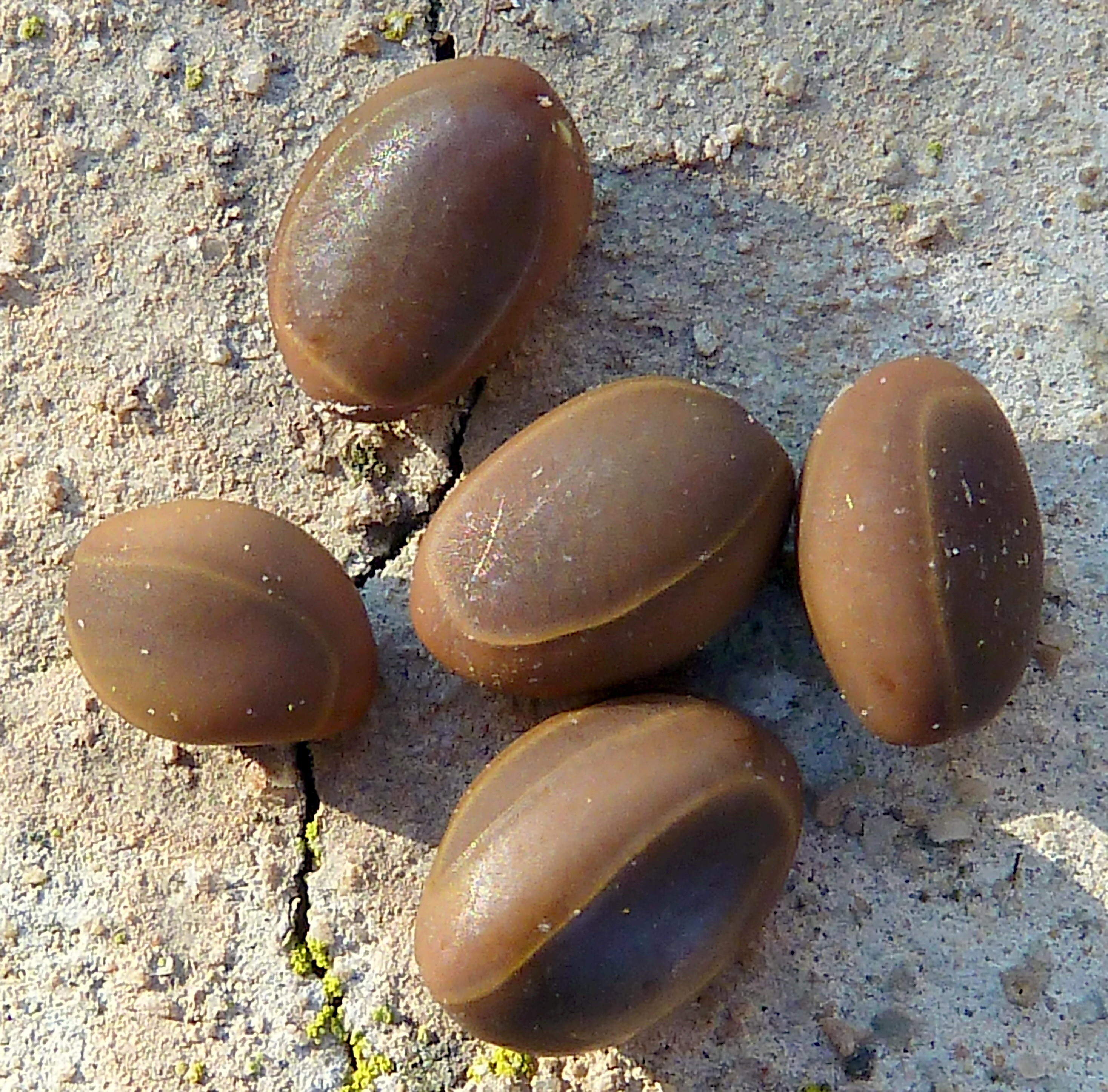
Semillas

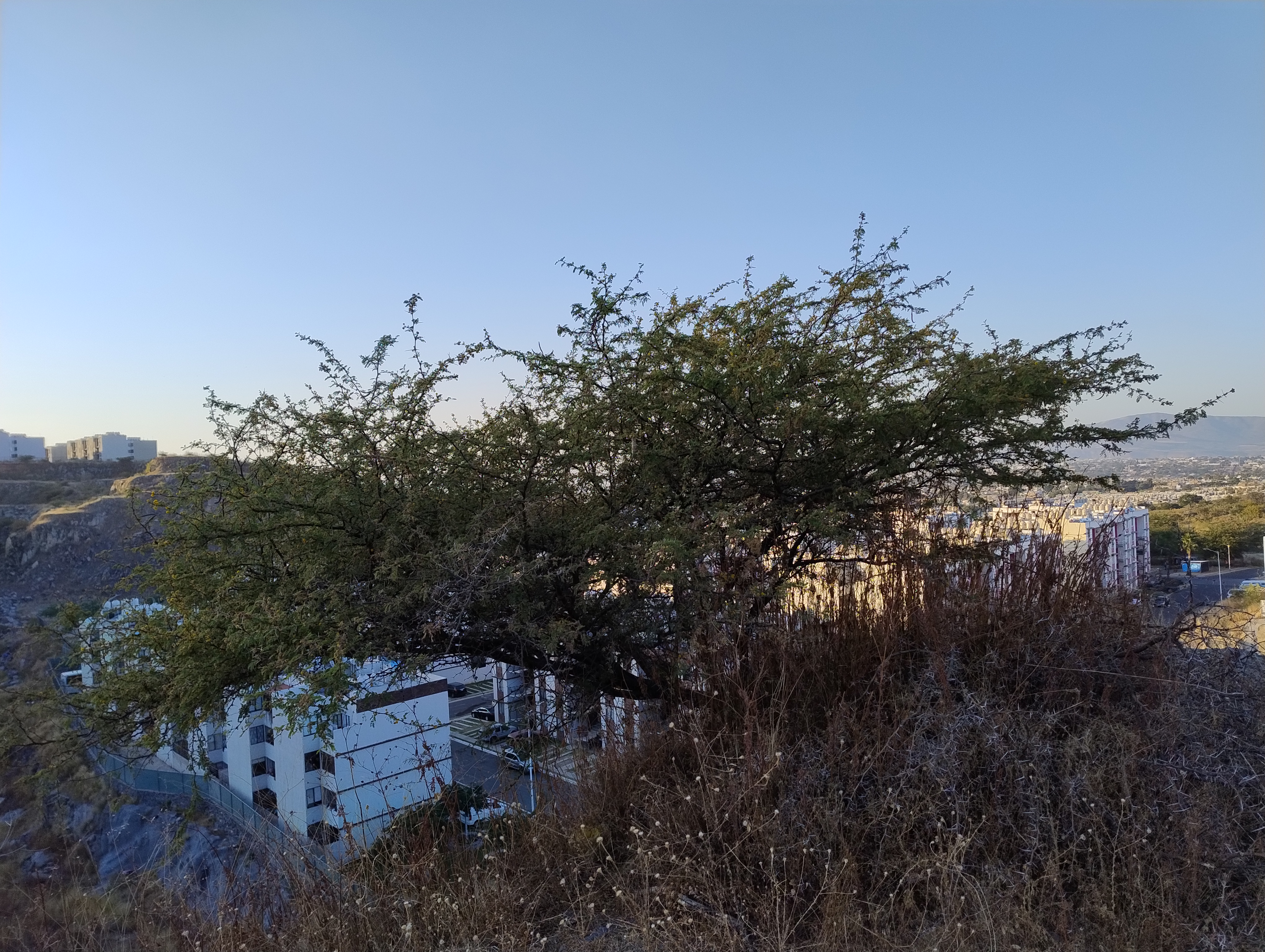
Huizache en Jalisco

Arbusto espinoso o árbol pequeño, perennifolio o subcaducifolio, de 1 a 2 m de altura la forma arbustiva y de 3 a 10 m la forma arbórea, con un diámetro a la altura del pecho de hasta 40 cm.
Copa redondeada. Hojas bipinnadas, alternas, con un par de espinas estípulares rectas, no engrosadas basalmente, de 1-2cm de largo, de un tamaño total de 2-8 cm, incluyendo el pecíolo, con de dos a ocho pares de pinnas primarias opuestas y de diez a veinticinco pares de folíolos secundarios de 2-7 por 0,75-1 mm.
Tronco corto y delgado, bien definido, abundantemente ramificado desde la base. Ramas ascendentes y a veces horizontales, zigzagueantes con ángulo a nivel de las axilas foliares, provistas de espinas de 6 a 25 mm de longitud.
Corteza. Externa, lisa cuando joven y fisurada cuando vieja, gris plomiza a gris parda oscura, con abundantes lenticelas. Interna, crema amarillenta, fibrosa, con marcado olor y sabor a ajo. Grosor total: 5-6 mm.
Flores en glomérulos de color amarillo, originadas en las axilas de las estípulas espinosas, solitarias o en grupos de dos a tres. Muy perfumadas, de 5mm de largo; cáliz verde, campanulado, papiráceo de 1,5-1,75 mm de largo; corola amarillenta o verdosa, de 2,5-3 mm de largo.
El fruto es una legumbre moreno rojiza, dura, subcilíndrica, solitaria o agrupada, de 2-10 cm de largo, terminada en una punta aguda, valvas coriáceas, fuertes y lisas o oblicuamente estriadas, indehiscentes/tardíamente dehiscentes. Permanecen en el árbol después de madurar.

Semillas reniformes, de 7-8 por 5-6 mm, lisas, de color castaño, con pleurograma abierto y dispuestas en dos hileras (una en cada vaina), sin tabiques inter-semillas y sumergidas en una pulpa esponjosa blanquecina. Funículo filiforme y algo retorcido; hilo apical a subapical. Testa impermeable al agua.

## Distribución y hábitat

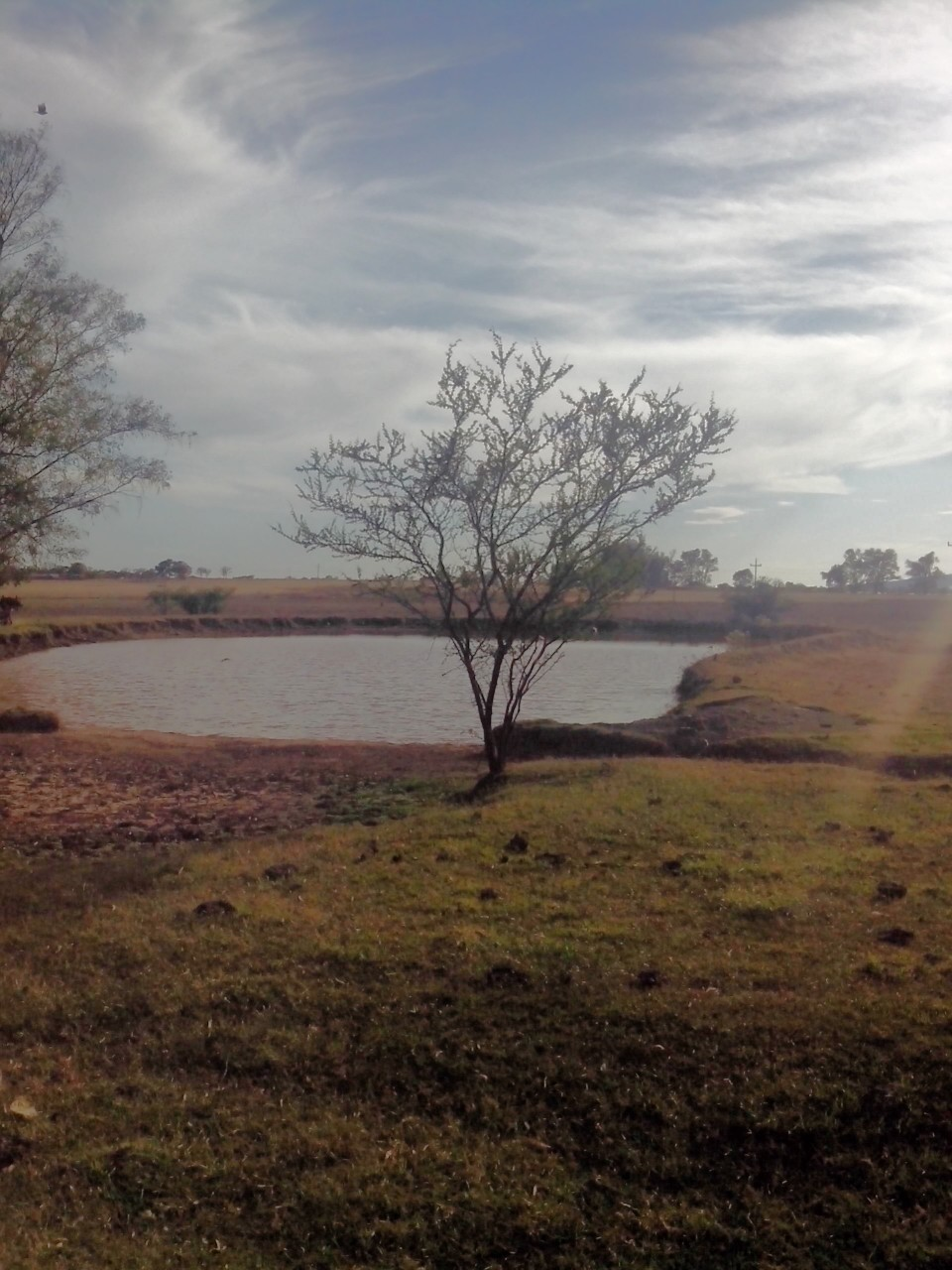
Vachellia farnesiana de Tepatitlán, México.

La especie es originaria de América tropical, desde el sur de Estados Unidos (Florida, Luisiana, Texas y California) hasta Brasil y Colombia y Perú, y fue llevada a Europa en los años 1600 desde Santo Domingo por los Jesuitas. Se ha difundido y naturalizado en muchas zonas tropicales y calientes del globo, pero no está claro si dicha difusión se debe primordialmente a causa natural o antropogénica.
La planta ha sido recientemente llevada a muchas nuevas ubicaciones por mano del hombre, y es seria maleza en Fiyi. En España, debido a su potencial colonizador y constituir una amenaza grave para las especies autóctonas, los hábitats o los ecosistemas, esta especie ha sido incluida en el Catálogo Español de Especies Exóticas Invasoras, regulado por el Real Decreto 630/2013, de 2 de agosto, estando prohibida en Canarias su introducción en el medio natural, posesión, transporte, tráfico y comercio.
Es planta poca exigente en cuanto al suelo, pero prospera bien en los secos, salinos e incluso sódicos. Le gusta las zonas soleadas y resiste bien la sequedad.

## Toxicidad
Las especies del género Acacia pueden contener derivados de la dimetiltriptamina y glucósidos cianogénicos en las hojas, las semillas y la corteza, cuya ingestión puede suponer un riesgo para la salud.

## Usos
Se utiliza en jardinería como ornamental y en apicultura por su abundante floración (ie, es una planta melífera), también como cerco VIVO por su resistencia y la cantidad de espinas que desarrolla hasta de 15 centímetros.
El aceite esencial extraído de las flores se utiliza en perfumería y para aromatizar pomadas.
Las vainas y hojas se utilizan como forraje por su alto contenido en proteínas (17,2 - 20,9%).
También las vainas, junto con la corteza de la planta se extrae tanino y goma.
La madera de esta especie es dura y fina, por lo que se emplea desde la fabricación de parqué hasta la construcción de cercas y mangos de herramientas. Como combustible (leña y carbón) tiene un alto poder calorifico.

## Taxonomía
La especie fue descrita inicialmente como Mimosa farnesiana por Carlos Linneo en Species Plantarum 1: 521. en 1753, hoy en día es tanto un sinónimo como el basónimo de esta. Más adelante, sería transferida al género Acacia por Carl Ludwig Willdenow en Species Plantarum. Editio quarta 4(2): 1083–1084, en 1806, nombre científico que también es un sinónimo actualmente; y ulteriormente, sería transferida al género Vachellia por Robert Wight y George Arnott Walker Arnott en Prodromus Florae Peninsulae Indiae Orientalis 1: 272, en 1834.

#### Nota
Anteriormente Acacia farnesiana. En 2005, el polifilético género Acacia fue desmembrado en cinco géneros monofiléticos con las especies del subgénero Acacia desplazadas al nuevo género Vachellia, quedando esta especie como especie tipo de este género.

#### Etimología
Ver: Vachellia
farnesiana: epíteto del Latín dedicado a Odoardo Farnese (1573-1626) de la familia noble italiana Farnese que, después de 1550 y bajo el patrocinio del cardenal Alessandro Farnese, mantuvo algunos de los primeros jardines privados botánicos de Europa en Roma, durante los siglos XVI y XVII. Tobia Aldini, conservador de dichos jardines, publicó un libro en 1625 incluyendo a Acacia farnesiana que se recogió de Santo Domingo por misioneros de la Compañía de Jesús, a la cual la familia Farnese estaba muy ligada.

#### Variedades
- Vachellia farnesiana var. farnesiana (L.) Wight & Arn.
- Vachellia farnesiana var. guanacastensis H.D. Clarke, Seigler & Ebinger

#### Sinonimia
- Acacia acicularis Humb. & Bonpl. ex Willd.
- Acacia densiflora (Alexander ex Small) Cory
- Acacia edulis Humb. & Bonpl. ex Willd.
- Acacia ferox M.Martens & Galeotti
- Acacia indica (Poir.) Desv.
- Acacia farnesiana (L.) Willd.
- Acacia lenticellata F.Muell.
- Acacia minuta (M.E.Jones) R.M.Beauch.
- Acacia minuta subsp. minuta
- Acacia pedunculata Willd.
- Acacia smallii Isely
- Farnesia odora Gasp.
- Farnesiana odora Gasp.
- Mimosa acicularis Poir.
- Mimosa arcuata M.Martens & Galeotti
- Mimosa farnesiana L.
- Mimosa indica Poir.
- Mimosa pedunculata (Willd.) Poir.
- Mimosa suaveolens Salisb.
- Pithecellobium acuminatum M.E.Jones
- Pithecellobium minutum M.E.Jones
- Poponax farnesiana (L.) Raf.
- Vachellia densiflora Alexander ex Small
- Vachellia farnesiana var. minuta (M.E.Jones) Seigler & Ebinger[17][5]

## Nombres comunes
Aromo, carambuco, acacia de las Indias, acacia farnesiana, aromito, bayahonda, cambrón, carambomba, carambuco, cascalote, cují, cuji cimarrón, churqui negro, espino blanco, espinillo,faique (piura Perú), flor de aroma, flor de niño, huisache, huizache, subín, subinché, tataré, uña de cabra, vinorama, zubín, zubinché.
En castellano de España: acacia de Indias, aroma (2), aromo (10), aromo común, carambuco (7), copos, mimosa. Las cifras entre paréntesis reflejan la frecuencia del uso del vocablo en España.